# チフチャフ
チフチャフ（Phylloscopus collybita）は、ムシクイ科に分類される鳥。

## 分布
アフリカ大陸北部、ヨーロッパ、イエメン、イラク、イラン、インド北部、サウジアラビア、トルコ、パキスタン、ミャンマー、ロシア
夏季にヨーロッパ、中央アジア、ロシアで繁殖し、冬季になるとアフリカ大陸北部、西アジア、インド北部へ南下し越冬する。
日本では、2011年3月に与那国島で観察記録があるほか、2005年1月から4月に福岡市西区で、2006年1月から4月に千葉県木更津市で、2007年1月から3月に東京都日野市で、2008年12月から2009年1月に静岡県磐田市、2009年2月から3月に岡山県岡山市南区での越冬記録がある
。

## 形態
全長12cm。体形は丸みを帯びる。翼は短く、初列風切はあまり突出しない。上面が緑がかった灰褐色、下面は淡褐色の羽毛で覆われる。翼は暗褐色の羽毛で覆われ、羽縁は淡褐色。眼上部にある眉状の斑紋（眉斑）は淡褐色で不明瞭。嘴から眼を通り側頭部へ続く灰褐色の筋模様（過眼線）が入る。
嘴は細く、色彩は黒い。後肢も細く、色彩は黒い。

## 分類
- Phylloscopus collybita collybita
- Phylloscopus collybita tristis - など

## 生態
平地の森林やアシ原に生息する。
食性は動物食で、昆虫類、節足動物などを食べる。樹上にいる獲物を捕食する。
繁殖形態は卵生。和名や英名は囀りに由来する。

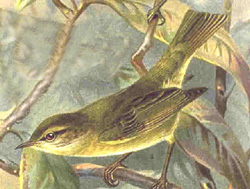
イラスト
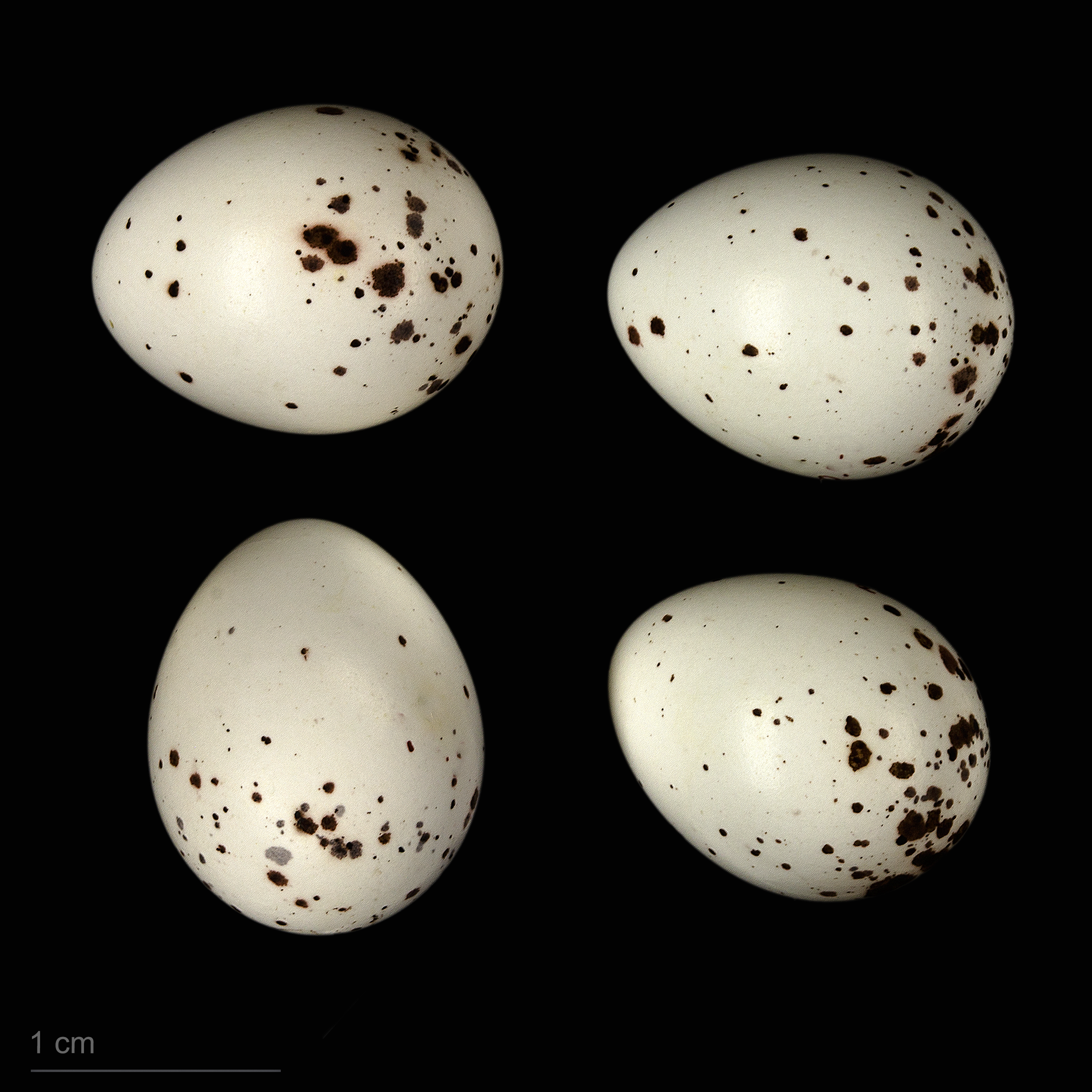
Phylloscopus collybita collybita